# Christine Zangerl
Christine Zangerl detta Chris (15 gennaio 1966) è un'ex sciatrice alpina austriaca.

## Biografia
Specialista delle prove veloci originaria di Dornbirn, in Coppa del Mondo conquistò il primo piazzamento il 3 marzo 1984 a Mont-Sainte-Anne in discesa libera arrivando 6ª e tale risultato sarebbe rimasto il migliore della Zangerl nel massimo circuito internazionale, nel quale conquistò l'ultimo piazzamento il 12 marzo 1988 a Rossland nella medesima specialità (8ª), ultimo risultato della sua carriera. Non prese parte a rassegne olimpiche né ottenne piazzamenti iridati.

## Palmarès

### Coppa del Mondo
- Miglior piazzamento in classifica generale: 63ª nel 1984

### Campionati austriaci
- 2 medaglie[1]:
  - 2 ori (discesa libera, supergigante nel 1988)